# Тина, Брэндон
Брэндон Тина (англ. Brandon Teena); при рождении Тина Рене Брэндон (англ. Teena Renae Brandon; 12 декабря 1972, Линкольн, Небраска, США — 31 декабря 1993, Гумбольдт, Небраска, США) — американский трансгендерный мужчина, получивший известность как жертва преступления на почве ненависти. Его убийство привлекло широкое общественное внимание к проблеме насилия над представителями сексуальных меньшинств и способствовало активизации борьбы за расширение законодательного определения «преступления на почве ненависти» на понятия «сексуальная ориентация» и «гендерная идентичность». Судьба Брэндона Тины послужила сюжетной основой для ряда художественных произведений.

## Биография
Брэндон родился 12 декабря 1972 года в городе Линкольн штата Небраска в США и был младшим ребёнком Патрика и Джоанн Брэндон. У Брэндона была сестра Тэмми, старше Брэндона на три года. Патрик, столяр по профессии, возвращаясь с рыбалки, погиб в автокатастрофе до рождения второго ребёнка. Своё первоначальное имя Брэндон получил в честь их семейной немецкой овчарки, которую звали Тина-Мэри. До трёх лет Брэндон жил у бабушки, пока мать не забрала к себе детей. Они жили в трейлерном парке Пайн-Акр на севере Линкольна. В 1980 году Джоанн, из-за алкоголизма второго мужа, развелась.
Семья жила бедно. Брэндон и его сестра учились сначала в начальной католической школе святой Марии, а затем в средней школе Пия X. Успеваемость в учёбе у него была средняя. В детстве Брэндон отличался среди сверстников озорным характером, коллекционировал солдатиков и этикетки от пива. Позже он начал коротко стричься, одеваться в футболки и брюки, наотрез отказываясь от платьев, много времени проводить в мальчишеской компании, ходить в спортзал. Такое поведение вызывало неодобрение со стороны преподавателей католической школы. В подростковом возрасте Брэндон уже окончательно начал осознавать себя как парня, и его первыми свиданиями были свидания именно с девушками.
Своё оригинальное имя, Тина Рене Брэндон, он впоследствии менял много раз, стремясь к гендерно-нейтральным или однозначно мужским вариантам. В конце концов он поменял местами имя и фамилию и стал Брэндоном Рэй Тиной. У Брэндона были планы оперироваться, чтобы привести анатомический и психический пол в соответствие (хотя гормональная терапия не проводилась).
В 1990 году он хотел вступить в армию США, чтобы принять участие в операции «Буря в пустыне» на Ближнем Востоке, однако провалился на экзаменах.

## Убийство
В возрасте двадцати лет Брэндон пришёл к выводу, что будет жить как мужчина, и сменил паспортный пол. Подделав документы, стал Брэндоном Тиной, после чего переехал из родного Линкольна в маленький городок Фоллз-Сити, тоже в штате Небраска, где устроился на работу и поселился у новой знакомой Лизы Ламберт. Там он проводил время с друзьями, влюбился в местную гетеросексуальную девушку Лану Тисдейл, подругу Лизы Ламберт. На Рождество двое его знакомых, гетеросексуальные мужчины Джон Лоттер и Марвин Томас Ниссен, выяснив анатомическую принадлежность Брэндона к женскому полу, избили и изнасиловали его. Несмотря на угрозы убить в случае заявления в полицию, Брэндон всё же подал заявление о случившемся в полицию округа Ричардсон, но шериф Чарльз Лоукс отказался арестовывать Лоттера и Ниссена из-за недостаточности доказательств.
Около часа ночи 31 декабря 1993 года Лоттер и Ниссен ворвались в дом Лизы Ламберт. Они обнаружили Ламберт в спальне. Ниссен стал выяснять у Ламберт, где находится Брэндон, но вскоре заметил прятавшегося Брэндона. Затем Лоттер и Ниссен убили Брэндона, Ламберт и Филиппа ДеВайн, который в тот момент тоже находился в доме.
Ниссен обвинил Лоттера в непосредственном исполнении убийств. В обмен на смягчение наказания Ниссен, признав своё соучастие в изнасиловании и убийстве, дал показания против Лоттера. Ниссен был приговорён к пожизненному заключению без права освобождения. Лоттеру вынесли смертный приговор, к 2018 году он подал три апелляции, которые все были отклонены Верховным судом США.
Прах Брэндона Тины похоронен на мемориальном кладбище в Линкольне. Поскольку его семья не признала его трансгендерную идентичность, то похоронен он был под именем Тины Брэндон.

## Наследие
- Убийство Брэндона привлекло внимание широкой общественности к проблемам ЛГБТ-сообщества и способствовало активизации борьбы за свои права человека в отношении сексуальных меньшинств[1][2].
- История жизни Брэндона Тины легла в основу документальной ленты «История Брэндона Тины» (США,1998 года, реж. Сьюзан Муска и Грета Олафсдоттир), лауреата Берлинского кинофестиваля.
- В 1998 году тайваньская художница Шу Ли Чанг создала масштабный веб-арт-проект Brandon, посвящённый жизни Брэндона Тины. Brandon стал первой интернет-инсталляцией, которая официально вошла в коллекцию нью-йоркского Музея Соломона Гуггенхайма[3].
- В 1999 году вышел фильм «Парни не плачут» (США, реж. Кимберли Пирс), который получил многочисленные награды («Оскар», «Золотой глобус», «Независимый дух» и т. д.). Роль Брэндона Тины сыграла Хилари Суонк, которая родилась в Линкольне, штат Небраска.
- В 2006 году Pet Shop Boys написали песню «Girls Don’t Cry» о Брэндоне Тине.